# Erich Haenisch
Erich Haenisch (Berlín, 27 de agosto de 1880 - Stuttgart, 21 de diciembre de 1966), sinólogo, mongolista y manchurista alemán. Fue alumno de Wilhelm Grube.

## Biografía
Ejerció la docencia en la Universidad de Berlín desde 1913. En 1925 ocupó brevemente una cátedra en la Universidad de Gotinga, y pronto pasa a la Universidad de Leipzig. En 1932 retorna a la Universidad de Berlín a la cátedra de Sinología. Paralelamente, entre 1927 y 1951 fue profesor de Cultura y Lingüística de Extremo Oriente en Múnich. Haenisch cultivó contactos a nivel internacional y también fue docente de sinólogos extranjeros, como George Kennedy.
Su obra Lehrgang der klassischen chinesischen Schriftsprache fue dudante mucho tiempo una obra clave en el área de lengua alemana. Un trabajo pionero fue su traducción de la Historia secreta de los mongoles bajo el título Die geheime Geschichte der Mongolen: aus einer mongolischen Niederschrift des Jahres 1240 von der Insel Kode'e im Keluren-Fluss (2ª edición, Leipzig, 1948). En 1937 Haenisch editó el texto original, Manghol un niuca tobca'an, en 1939 publicó el correspondiente diccionario y en 1940 la primera traducción.
En 1944 Haenisch fue el único sinólogo alemán que intercedió ante las autoridades en procura de liberar al sinólogo francés Henri Maspero del campo de concentración de Buchenwald. Pero, como sus colegs no lo apoyaron, estos intentos fueron infructuosos y, el 17 de marzo de 1945, Maspero fue asesinado.
Haenisch se casó con una nieta del investigador Theodor Zechlin.

## Honores
- 1965: Orden del Mérito de la República Federal de Alemania